# Боб Рей
Робърт Кийт Рей (на английски: Robert Keith Rae) е канадски политик от Новата демократическа партия, а по-късно от Либералната партия.

## Биография
Боб Рей е роден на 2 август 1948 година в Отава. Започва политическата си кариера през 70-те години като представител на Новата демократическа партия. От 1990 до 1995 година е министър-председател на провинция Онтарио. Политиката му на бюджетни икономии предизвиква разрив с лявото крило на партията и през 1996 година той се оттегля от политическия живот. Рей се връща в политиката през 2006 година, когато се кандидатира неуспешно за лидер на Либералната партия. През 2011 година поема временно ръководството на партията след оттеглянето от поста на Майкъл Игнатиев.